# Janine Turner
Janine Turner (Lincoln, Nebraska, 6. prosinca 1962.), američka glumica, najpoznatija po ulozi Maggie O'Connell u tv-seriji Život na sjeveru.

## Životopis
Janine Turner se rodila kao Janine Loraine Gauntt. Majka joj je bila agent za nekretnine, a otac pilot za danas ugaslog avioprijevoznika "Braniff". Od kuće je otišla s petnaest godina, želeći se okušati kao model. Glumačku karijeru počinje u osamnaestoj godini, malom ulogom u seriji [[DallasDallas]]. Kasnije je snimila još nekoliko filmova dok nije osvojila ulogu Maggie O'Connell u tv-seriji Život na sjeveru. Uloga ju je proslavila, a kemija između njenog lika i dr. Joela Fleischmana (Rob Morrow) je bila jedan od temelja serije.
Ukupno je imala desetak uloga, jedna od zapaženijih bila je ona Jessie u filmu "Na rubu", gdje joj je partner bio Sylvester Stallone.
Bila je zaručena za Aleca Baldwina, ali par nikad nije stigao do oltara. Danas živi na malom ranču s kćeri Juliette.

## Vanjske poveznice
- Janine Turner u internetskoj bazi filmova IMDb-u (engl.)